# Kaleidoscope String Quartet
Das Kaleidoscope String Quartet ist ein Schweizer Streichquartett, das sich stilistisch zwischen Klassik und Jazz bewegt. Das Quartett gewann 2012 den ZKB Jazzpreis. Seit 2015 steht das Kaleidoscope String Quartet beim Berliner Label Traumton Records unter Vertrag.
Das Quartett spielt hauptsächlich Eigenkomposition von Simon Heggendorn und David Schnee.

## Diskografie
- Reflections, 2018, Traumton Records
- Curiosity, 2015, Traumton Records
- Magenta, 2011, Unit Records